# Ghomaras
Les Ghomaras (en berbère : ⵉⵖⵎⴰⵔⵏ (Ighmaren), en arabe : غمارة (Ghmara), en espagnol : Gomera) sont une ethnie d'origine berbère masmoudienne, établie dans le nord du Maroc. Leur territoire se situe entre les fleuves Oued-Laou et Ouringa.

## Histoire

### Islamisation
Le peuple ghomara s'islamise du temps des Sahaba maghrébins qui organise un colloque annuel (Moussem) dans la région de Oujda. Ils sont à cette époque sous le comté ghomari byzantin sous les ordres du comte Julien. Communément appelé dans les références arabes al Emir Youlian. C'est par eux que le fath de l'andalous s'opère. Et ils combattirent en majorité aux côtés de Tariq Ibn Ziyad. Plus tard, fin du 8e siècle, ils font allégeance au Royaume de Nekor, mais font volteface rapidement. Pour ré-embrasser l'islam plus tard.

### Origines
L'origine des Ghomara est mal connue, à cause d'un manque de documents écrits les concernant. Il est connu que les ghomara sont le peuple masmouda qui est resté au nord à la suite de l'exil de ses congénères vers le sud ce dernier se mélange alors avec un peuple des îles atlantique et ibères.

## Langues
Largement arabisés entre le XIe et le XVIe siècle, seule une minorité des Ghomaras parle, de nos jours, un dialecte berbère masmoudien,,.

### Parler berbère des Ghomaras
Le berbère est parlé par environ 10 000 locuteurs. C'est un parler masmoudien proche de ceux de l'Atlas et des Sanhajas de Srayr, qui demeure difficilement compréhensible pour les locuteurs du rifain voisin.

### Parler arabe des Ghomaras
La majorité des Ghomaras a adopté la langue arabe entre le XIe et le XVIe siècle sous l'influence des Jbalas, adoptant ainsi leur parler pré-hilalien, marqué par un important substrat berbère.

## Composition tribale
La confédération des Ghomara est constituée de 10 tribus :
- Beni Bouzra (majoritairement berbérophone)
- Beni Grir (arabophone)
- Beni Khaled (arabophone)
- Beni Mansour (partiellement berbérophone)
- Beni Rezin (arabophone)
- Beni Selman (arabophone)
- Beni Smih (arabophone)
- Beni Ziat (arabophone)
- Beni Zjil (arabophone)
- Mtiwa (arabophone)